# Marina nutans
Marina nutans là một loài thực vật có hoa trong họ Đậu. Loài này được (Cav.) Barneby miêu tả khoa học đầu tiên.